# Bill Dudley
William McGarvey „Bill“ Dudley (* 24. Dezember 1921 in Bluefield, Tazewell County, Virginia; † 4. Februar 2010 in Lynchburg, Virginia), Spitzname Bullet Bill, war ein American-Football-Spieler in der National Football League (NFL).

## Spielerlaufbahn

### Collegekarriere
Dudley besuchte in seiner Heimatstadt die High School und erhielt nach seinem Schulabschluss ein Stipendium an der University of Virginia. Obwohl er aufgrund seiner Körpermaße als ungeeignet galt, bekam er von seinem Trainer die Chance, American Football als Runningback zu spielen. Im Laufe seines Studiums konnte Dudley körperlich stark zulegen. Im Jahr 1940 erhielt er vermehrt Einsatzzeit als Starter seiner Collegemannschaft. 1941 konnte er mit 18 Touchdowns den Landesrekord erzielen. Im selben Jahr gewann er den Maxwell Award.

### Profispieler
Bill Dudley wurde 1942 in der ersten Runde an erster Stelle durch die Pittsburgh Steelers in der NFL gedraftet. Trainer der Steelers war Walt Kiesling. Bereits in seinem Rookiejahr erzielte er mit 162 Läufen einen Raumgewinn von 696 Yards eine Jahresbestleistung in der NFL. In den Jahren 1943 bis 1945 musste er seine Laufbahn unterbrechen. Er leistete seinen Wehrdienst bei der United States Army Air Forces, die damals noch keine eigenständige Teilstreitkraft war. Dudley besuchte eine Fliegerschule, spielte aber gleichzeitig für die US Army American Football. Dudley flog von Hawaii aus zwei Einsätze über dem Pazifischen Ozean. Nach Ableistung seines Wehrdienstes spielte Dudley zwei weitere Jahre für die Steelers. 1946 stellte er nochmals den NFL-Rekord für erzielten Raumgewinn mit Laufspiel auf. Nach seiner Spielzeit in Pittsburgh spielte er drei Jahre für die Detroit Lions, bevor er sich 1950 den Washington Redskins anschloss. Nach einer Unterbrechung seiner Laufbahn im Jahr 1952 kehrte er 1953 zu den von Curly Lambeau trainierten Redskins zurück und beendete nach dieser Saison seine Laufbahn.

## Ehrungen
Bill Dudley spielte zweimal im Pro Bowl, dem Abschlussspiel der besten Spieler einer Saison. Er wurde sechsmal zum All Pro gewählt. 1946 wurde er zum wertvollsten Spieler der NFL gewählt. Er ist Mitglied im NFL 1940s All-Decade Team, seit 1966 in der Pro Football Hall of Fame und seit 1956 in der College Football Hall of Fame, sowie in der Virginia Sports Hall of Fame.

## Nach der NFL
Dudley arbeitete nach seiner Laufbahn als Scout für die Steelers und die Detroit Lions. Danach war er als Versicherungsvertreter tätig. Bill Dudley förderte zudem junge Sportler, indem er Stipendien vergab. Er war von 1966 bis 1975 über vier Wahlperioden Abgeordneter im Virginia House of Delegates, wobei er zunächst den Demokraten angehörte, später aber zu den Republikanern wechselte und als deren Kandidat die Wiederwahl ins Parlament verfehlte.
Bill Dudley lebte zuletzt in Lynchburg, wo er Anfang Februar 2010 im Alter von 88 Jahren starb. Er fand dort seine letzte Ruhestätte auf dem Spring Hill Cemetery.